# Camp de Silwad
El camp de Silwad (àrab: مخيم سلواد, muẖayyam Silwād) és un camp de refugiats palestí en la governació de Ramal·lah i al-Bireh al centre de Cisjordània, situat al nord-oest de Ramal·lah. Segons l'Oficina Central d'Estadístiques de Palestina (PCBS), el campament tenia 489 refugiats en 2016. El camp de Silwad fou establert en 1972 com a reestructuració per acollir refugiats palestins dels campaments de Nuseirat, Shati i Bureij, a la Franja de Gaza.